# Hygrochroma subusta
Hygrochroma subusta är en fjärilsart som beskrevs av W. Warren 1904. Hygrochroma subusta ingår i släktet Hygrochroma och familjen mätare. Inga underarter finns listade i Catalogue of Life.